# Siccia taprobanoides
Siccia taprobanoides är en fjärilsart som beskrevs av Van Eecke 1927. Siccia taprobanoides ingår i släktet Siccia och familjen björnspinnare. Inga underarter finns listade i Catalogue of Life.